# Мольнар, Станко
Станко Мольнар (хорв. Stanko Molnar, 12 января 1947 года, Врбник, остров Крк, Хорватия, позже федеративная республика в составе Социалистической Федеративной Республики Югославии) — итальянский актёр хорватского происхождения. Наиболее известен по роли Роберта Дювала в фильме ужасов «Макабро», по роли Джованни в фильме ужасов Лезвие в ночи и по роли Аллонзанфана в фильме «Аллонзанфан». Настоящее имя Станко Брняц.

## Биография

### Ранние годы

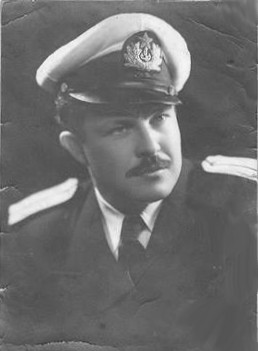
Отец Станко Мольнара

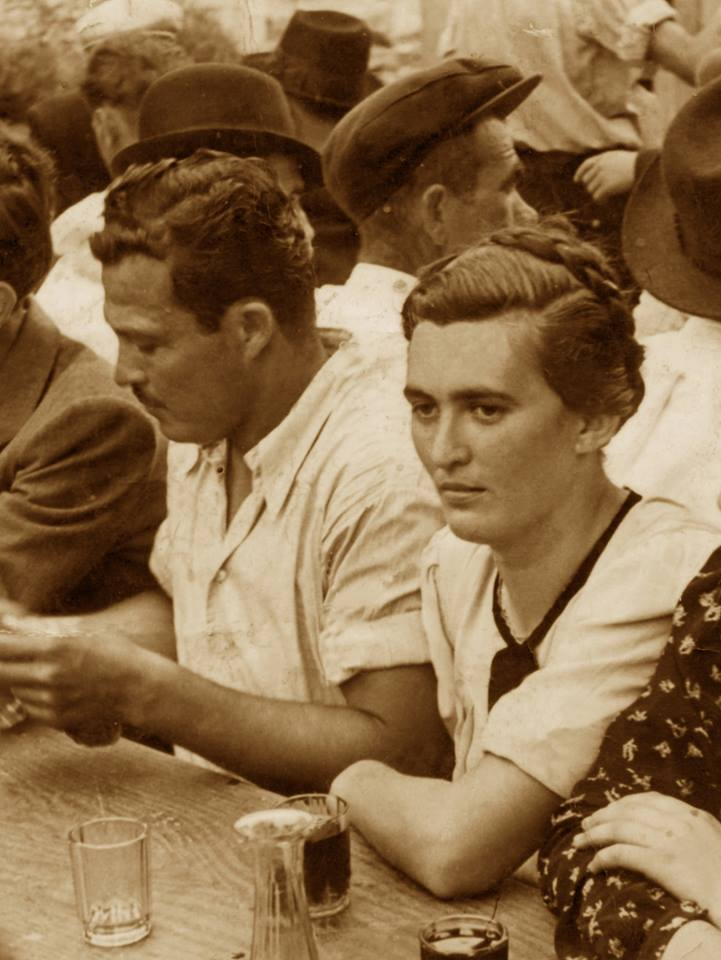
Иван и Аница Брняц

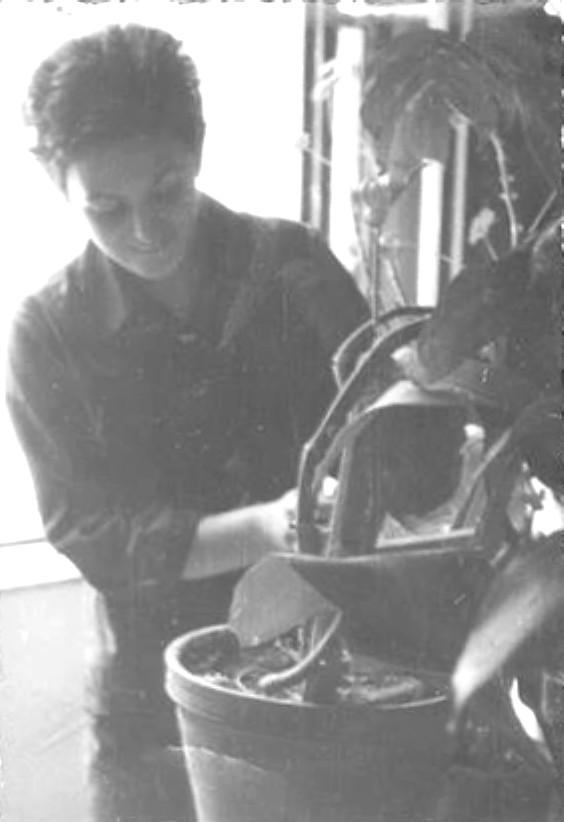
Сестра Станко Мольнара

Станко Мольнар, настоящее имя Станко Брняц, родился в городе Врбник, остров Крк, Хорватия, позже Федеративная Республика Югославии.
Отец Иван Брняц происходил из семьи строителей, рыбаков и моряков, антифашист и коммунист, был осуждён во время итальянского фашистского режима, и после его падения в Италии в 1943 году вступил в ряды партизанского сопротивления, став после окончания войны командующим военно-морского флота Югославии. Мать Аница была дочерью крестьян и большой любительницей литературы и кино. С малых лет она воспитала у Станко привычку к чтению и привила ему огромную любовь к кино.
С самого раннего детства семья Станко часто переезжала из-за работы отца, вплоть до его ареста в 1951 году по обвинению в государственной измене, причиной которого стали его просоветские взгляды. Военный трибунал приговорил Ивана Брняца к поражению в гражданских правах и семи годам принудительных работ, из которых он отбыл пять.
Во время заключения отца мать Станко вместе с ним и его старшей сестрой Франкой возвращается в родное село, где, чтобы прокормить себя и детей, берётся за любую работу, в том числе даже рыбачки. Несмотря на бедность, благодаря её любви и её силе, семья не испытывает особого недостатка в чём-либо, что позволяет им благополучно выжить вплоть до возвращения отца из тюрьмы. Которое переворачивает их семейную жизнь, так как у обеих сторон, и у отца и у детей было чувство отчуждённости, вызванное ещё и его разочарованием, поскольку он был вынужден довольствоваться самыми скромными работами, такими, как рыбак и официант.
В 20 лет Станко теряет свою любимую мать. Студент-отличник, после окончания средней школы и классического лицея, Станко переезжает в Загреб, где поступает на филологический факультет и изучает там экспериментальную фонетику и романские языки. Однако он всегда любил зрелища и, следуя этой мечте, предпринимает попытку поступить в Национальную академию драматического искусства, но не был туда принят по политическим причинам.

### Италия

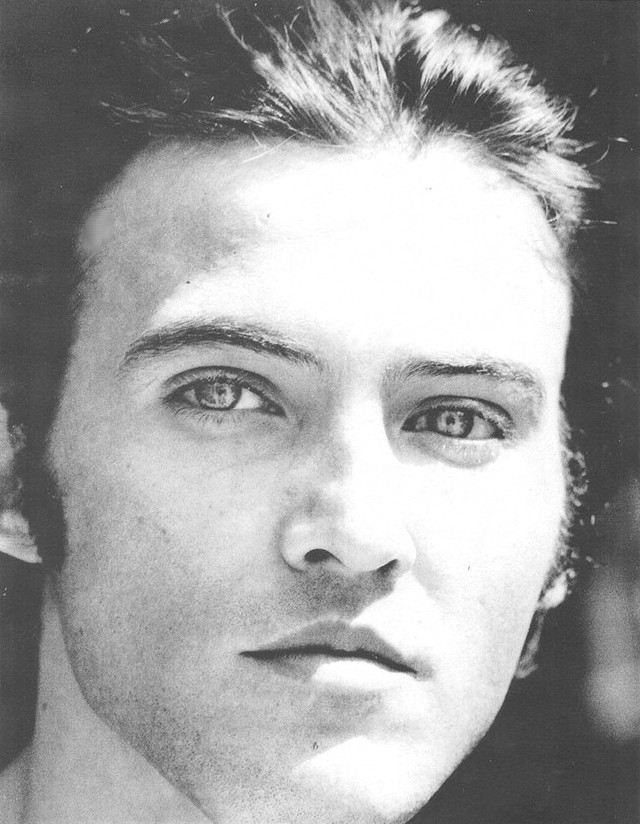
1977 год

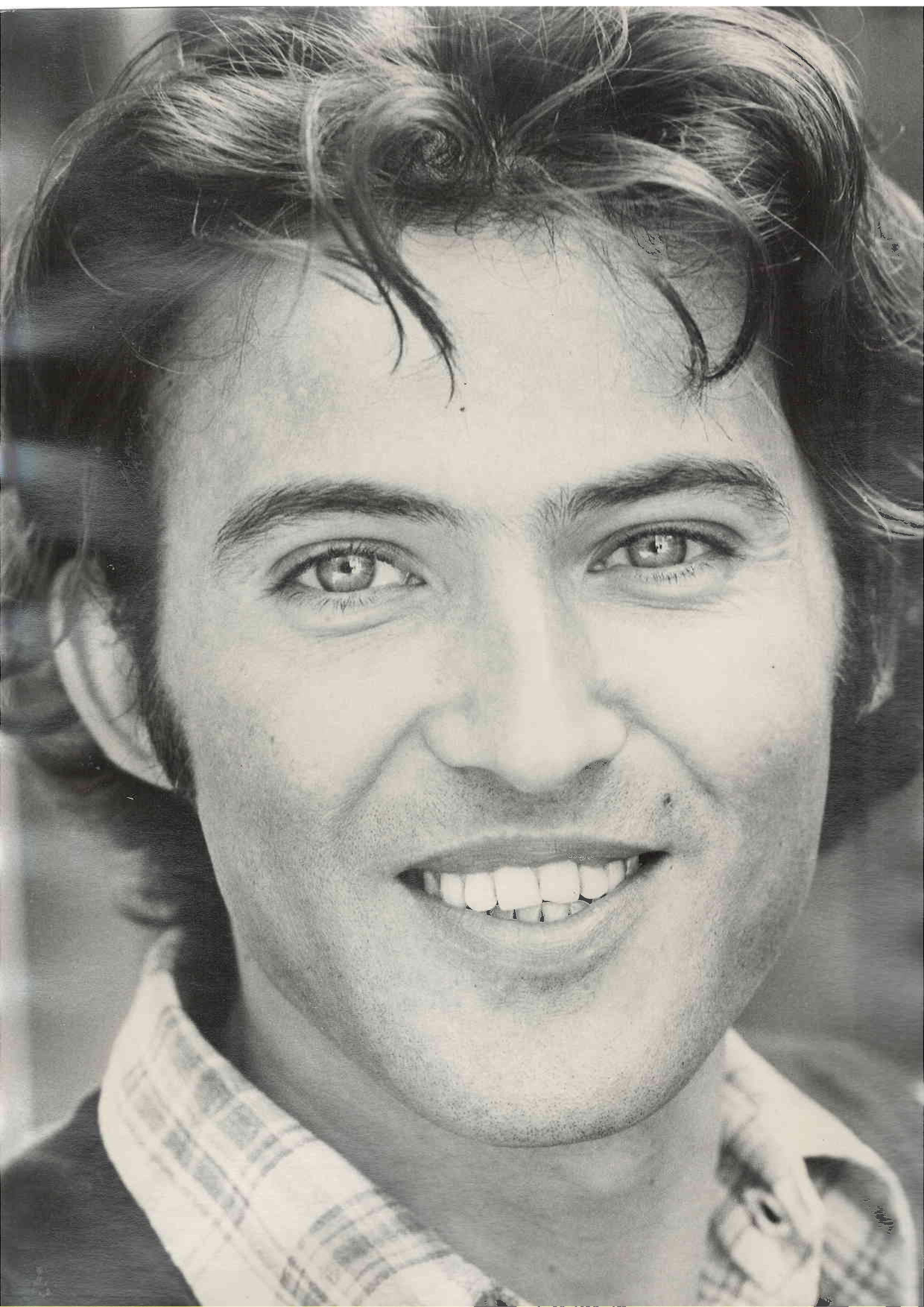
Станко Mольнар

Те же самые причины вынудили его бежать из Югославии в 1970 году и укрыться в Италии, где после периода обучения в Университете для иностранцев в Перудже, Станко пытается выжить в Риме, выполняя самую скромную, низкооплачиваемую работу, такую, как домашняя прислуга или секретарь в кинематографическом агентстве.
Однажды в автобусе, в котором он ехал, как обычно возвращаясь домой, Станко прочитал плакат-объявление о наборе в вечернюю школу актёрского мастерства.
Он записывается туда, и вместе со своим учителем Анной Беларделли изучает технику актёрского мастерства по системе Станиславского, которую сама Анна ранее изучала под руководством ученика Станиславского, знаменитого Петра Шарова, актёра из труппы Качалова, преподававшего эту систему в Европе.
После смерти Анны, с которой у них образовался крепкий творческий союз, Станко успешно сдаёт экзамены и поступает в итальянскую Национальную академию драматического искусства. И в то же самое время получает политическое убежище в Италии, потому что в Хорватии в 1972 году были начаты процессы против политических диссидентов, обвиняемых в национализме, другом которых был Станко.
В академии, несмотря на уважение к нему учителя, итальянского театрального режиссёра Орацио Коста Джованджильи (итал. Orazio Costa Giovangigli), Станко не чувствует себя принятым и ценимым в кругу других студентов, и как только ему предоставляется первая возможность работать в кино, покидает Академию на втором году обучения. Несмотря даже на то, что получил такое твёрдое выражение признания своих способностей, как приглашение играть в фильме Неистовый Ролан режиссёра Луки Ронкони, которое он принял. Это был телевизионный мини-сериал, снятый на основе одноимённого спектакля того же Луки Ронкони и имевший огромный успех в Италии.

### Карьера в кино

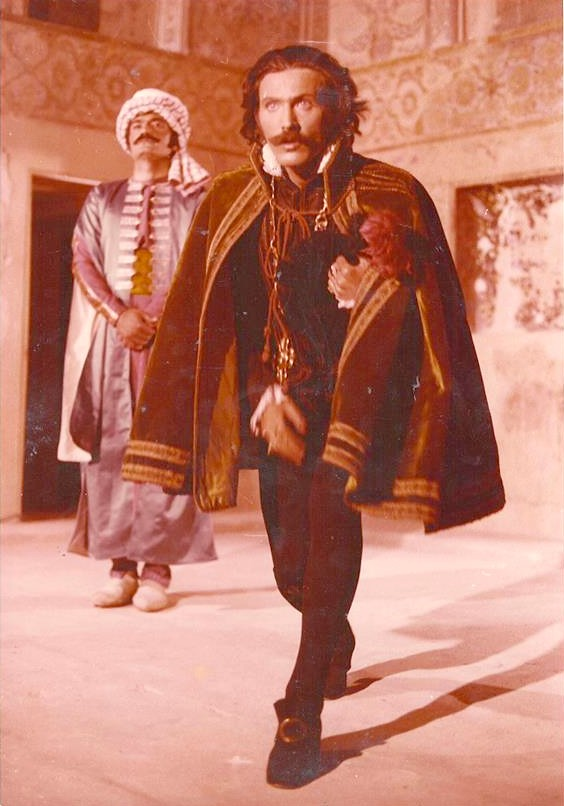
В роли Пьетро Делла Валле

Так в 1973 году началась его карьера в кино, работой в фильме Аллонзанфан (итал. Allonsanfan) под руководством режиссёров братьев Паоло и Витторио Тавиани, который сразу приносит ему известность. Анархист-революционер Аллонзанфан с горящими глазами, которого сыграл Станко в этом фильме, получился настолько ярким и живым персонажем, а в финальной сцене с Марчелло Мастроянни молодой актёр показал такой высочайший уровень драматического мастерства, что ни в чём не уступил знаменитому актёру. Уже первая роль открыла Станко дорогу в кино. Талантливого актёра заметили. Начали поступать приглашения от разных режиссёров.
В 1975 году Маурицио Понци приглашает Станко на главную роль в своём фильме Дело Рауля (итал. Il caso Raoul) который Понци снимал по своему сценарию, основанному на реальной истории болезни, описанной в книге известного шотландского врача-психиатра Рональда Дэвида Лэйнга. История развития шизофрении на основе внешних и внутренних причин с самого детства пациента заинтересовала Понци сочетанием множества факторов, приведших в итоге к болезни. Психологически очень сложная и неоднозначная роль Рауля была сыграна Станко Мольнаром в широкой палитре оттенков характера персонажа и его взаимоотношений с окружающими людьми очень впечатляюще. Именно блистательная игра Станко Мольнара создаёт депрессивную атмосферу картины, и фактически на ней построен весь фильм, на умении актёра точно показать все тончайшие нюансы психологического состояния своего героя, полностью раствориться в образе Рауля, что было очень важно для раскрытия персонажа и трактовки его образа в контексте заявленной в сценарии темы.
В 1976 году иранская женщина-режиссёр Парвин Ансари (Parvin Ansari) приглашает Станко на заглавную роль в своём биографическом и историческом фильме Пьетро Делла Валле (итал. Pietro Della Valle), о знаменитом итальянском путешественнике по Азии Пьетро делла Валле времён эпохи Возрождения. Это был римский дворянин, который отправился в Персию в начале XVII века, чтобы попытаться убедить шаха Аббаса заключить союз в священной войне против турок. Фильм рассказывает о его приключениях в виде рассказа Пьетро делла Валле по возвращении путешественника в Италию. Съёмки проводились в Иране. Права на фильм принадлежали иранскому телевидению, которое в 1977 году выдвигает его на фестиваль телевизионных фильмов в Монте-Карло. Картина получает приз, как лучший телевизионный фильм. К сожалению, по небрежности и недосмотру режиссёра копия фильма была утеряна, дальнейшая судьба его неизвестна, и даже самому Станко так и не удалось посмотреть фильм, где он сыграл главную роль и который получил награду благодаря и его работе в нём.
В том же 1977 году братья Тавиани снова приглашают Станко Мольнара в свой фильм Отец-хозяин (итал. Padre Padrone) на роль Себастьяно. «Отец-хозяин» на Каннском фестивале 1977 года завоёвывает Золотую пальмовую ветвь и Приз ФИПРЕССИ, а также на Берлинском кинофестивале 1977 года получает Гран-при международного евангелического жюри.
За годы своей плодотворной работы в кино Станко Мольнар работал с такими режиссёрами как Джакомо Баттиато, Лилиана Кавани, Майкл Чимино, Альберто Бевилаква, Бруно Гантилон, Даниэль Дюбру, Антонио Маргерити.
У Хосе Марии Санчеса, в 1984 году он сыграл в сериале Прекрасная Отеро, рассказывающем о полной приключений жизни знаменитой французской певицы и танцовщицы Каролины Отеро. Её красота и талант очаровали многих известных людей того времени. В числе её поклонников были так же царь Николай II и Григорий Распутин. Обе эти роли и воплотил на экране Станко Мольнар. В том же 1984 году в мини — сериале Санчеса Сдавайся в аренду (итал. Faccia affittasi) Станко сыграл несколько ролей, а также исполнил свою песню «Продавайся», к которой сам сочинил и слова и музыку, аранжировку же сделал гениальный композитор Карло Рустикелли. И уже в 1992 году он снова снимается у Санчеса в эпизоде сериала «Сенсация» (итал. Scoop).
Так же Ламберто Бава в 1980 году пригласил актёра на главную роль в своём первом самостоятельном фильме Макабро (итал. Macabro). И опять, как и в случае с «Делом Рауля», роль слепого Роберта Дюваля, сыгранная абсолютно безупречно, становится важной составляющей успеха фильма. Ламберто Бава высоко ценил способность Станко Мольнара очень точно передавать все тончайшие психологические нюансы внутреннего состояния своих героев и именно на этом его драматическом таланте построил сюжет. И не ошибся. «Макабро» по праву считается одним из самых удачных фильмов Ламберто Бавы, а роль Роберта Дюваля снова принесла Станко заслуженный успех у зрителей. Впоследствии Бава снимает Мольнара ещё в двух своих фильмах ужасов: Лезвие в ночи и Маска демона.
На съёмочной площадке партнёрами Станко в разное время были Марчелло Мастроянни, Массимо Серато, Джон Туртурро, Микки Рурк, Марио Адорф, Кристофер Ламберт, Алида Валли, Энтони Куин, Джованни Ломбардо Радиче и другие известные актёры. Так вместе с Тревором Ховардом он снялся в телесериале У истоков мафии (итал. Alle origini della mafia) в 1975 году. А в 1987 году в фильме Поезд в пять являющегося одной из серий телевизионного мини — сериала Пять страшных историй работал вместе с актёром Адальберто Мария Мерли.
Так же он имел возможность работать с такими великими операторами, признанными мастерами своего дела как Паскуалино де Сантис, Франко Делли Колли, Джузеппе Руццолини, Алекс Томсон.
Иногда он принимал участие в постановках экспериментального театра, в частности в спектакле Макбет, режиссёром которого был Джованни Ломбардо Радиче. А также снялся в нескольких сериалах и работал как актёр в фото романах, опубликованных в 80-х годах в популярном журнале «Гранд Отель».
Немного участвовал в дубляже и как дублёр и как голос за кадром, как в случае с Федерико Феллини в его фильме И корабль плывет, так же сотрудничал с Валерио Дзурлини, помогая ему с дубляжом фильма Эмира Кустурицы Помнишь ли ты Долли Белл?.

Некоторые роли
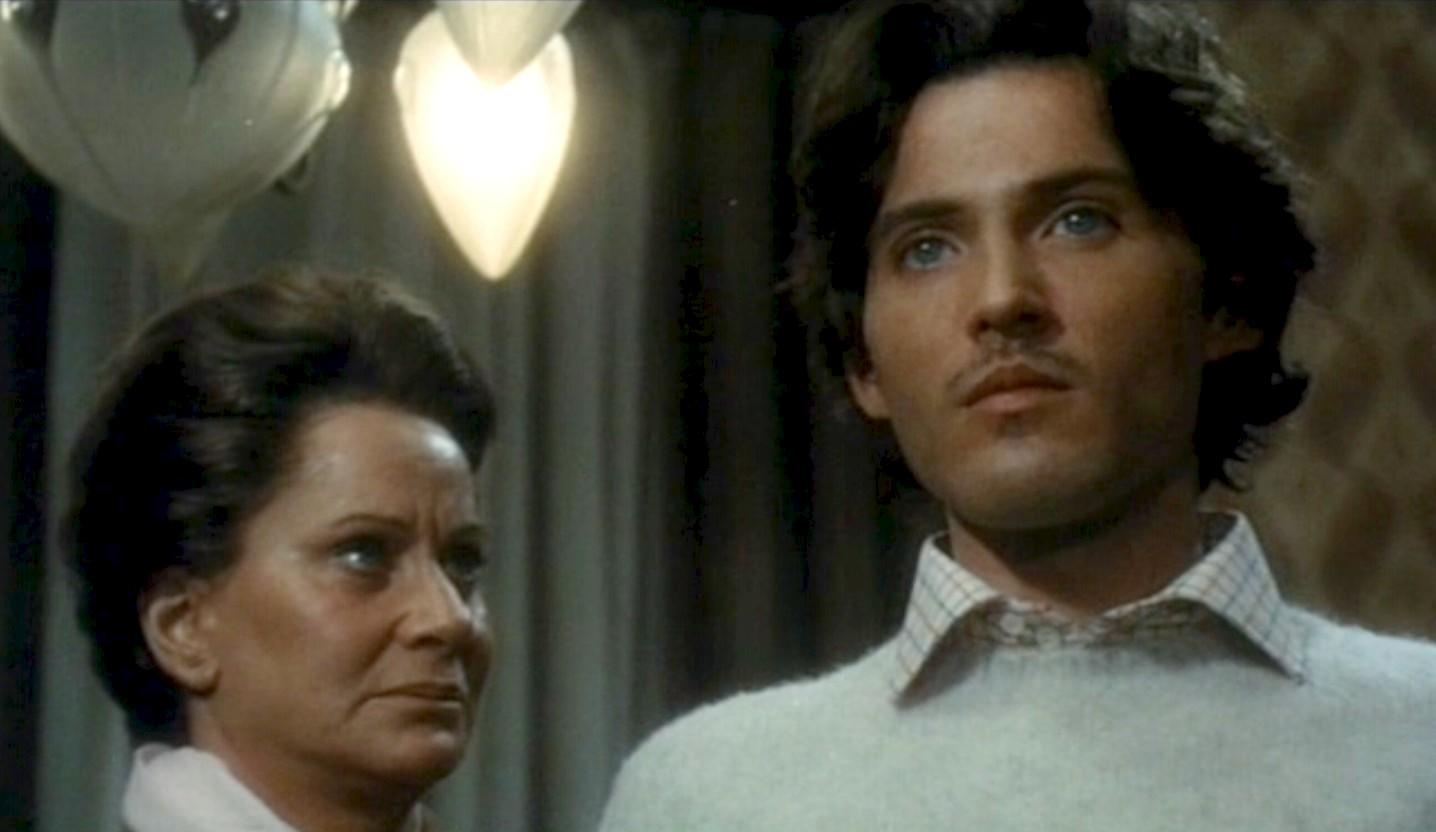
С Алидой Валли в "Деле Рауля"
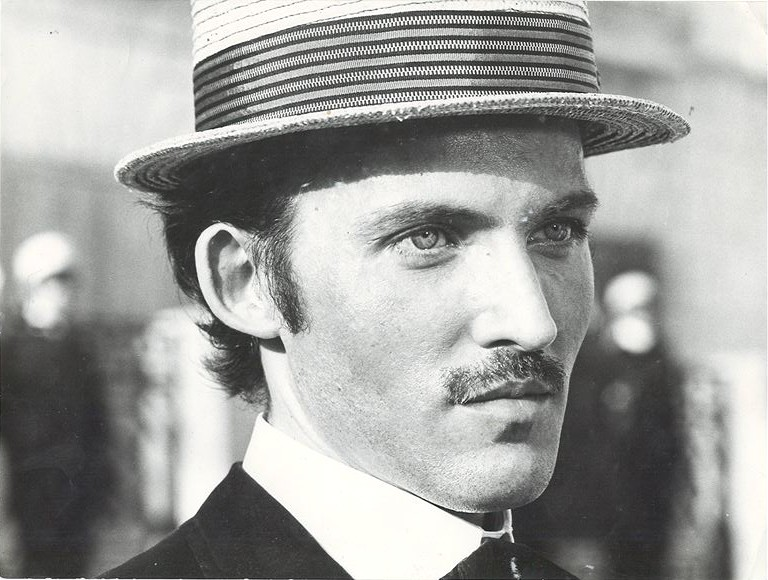
В роли Леонардо
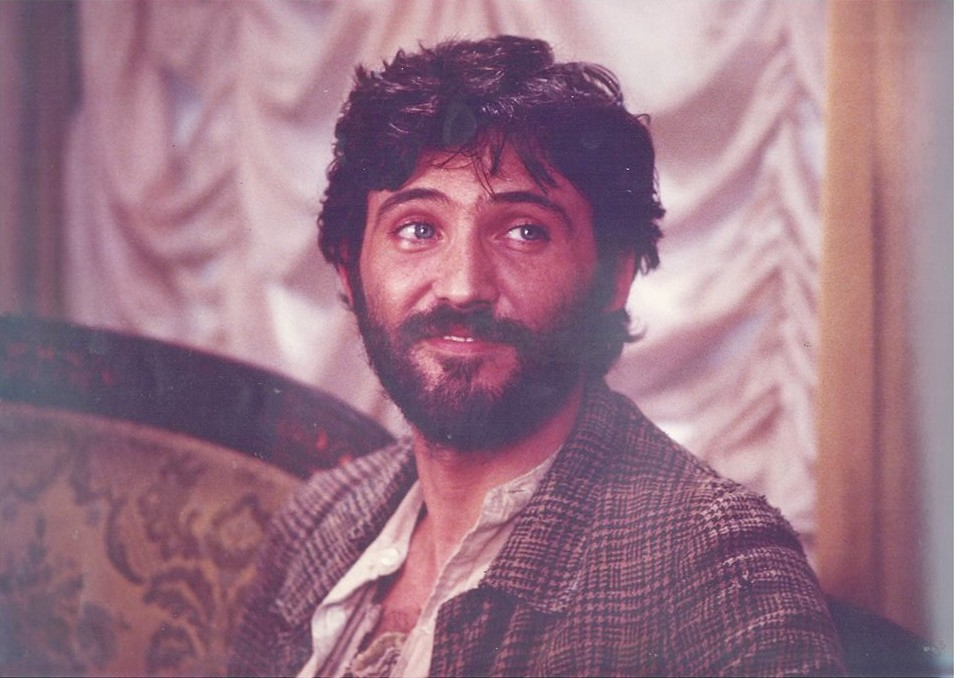
В роли Бенджамина

### После актёрской карьеры

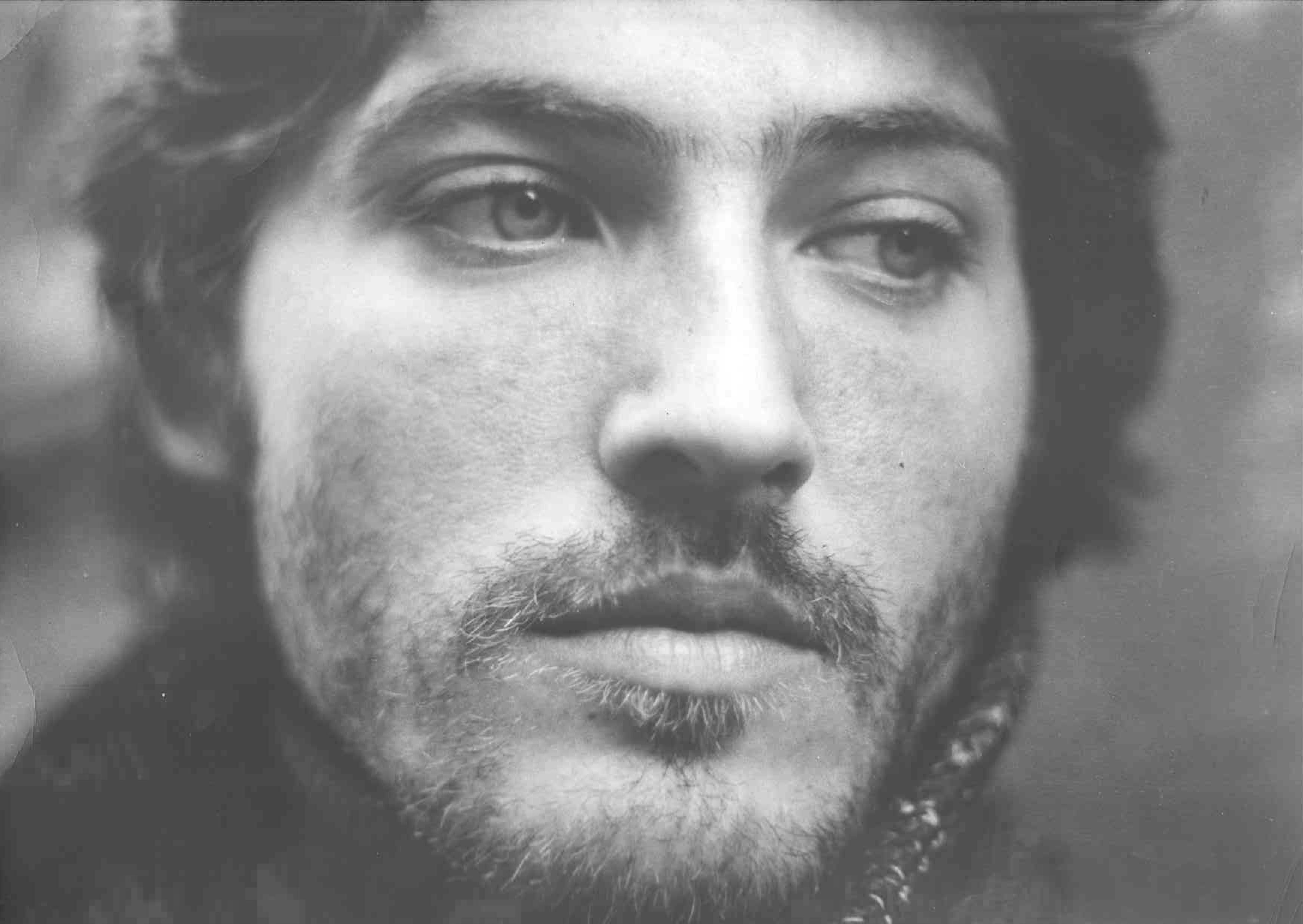
Станко Мольнар

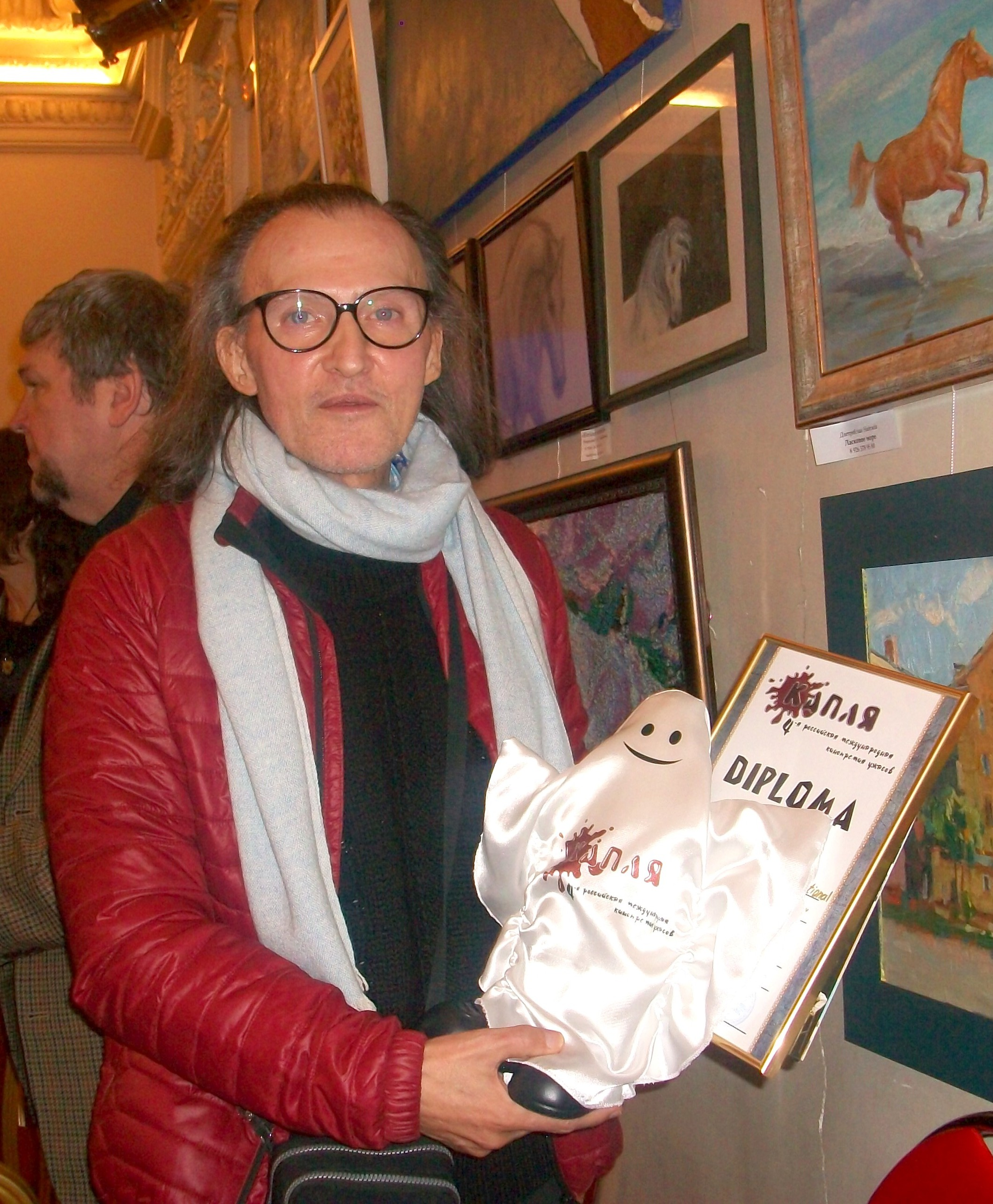
Дом журналистов. Москва. Церемония награждения победителей кинопремии КАПЛЯ.

Закончив свою актёрскую карьеру, Станко Мольнар некоторое время работал в реабилитационном центре для людей с тяжёлыми заболеваниями и патологиями. Там он стал идейным вдохновителем, создателем и руководителем специального курса реабилитации на основе изучения актёрского мастерства, как способа найти в себе энергию и силу, необходимую для помощи другим, и возможности взглянуть сознательно и ясно на проблему собственных тяжёлых условий существования во время и после тяжёлых заболеваний, например, рака.
После этого он занялся управлением гостиницей B&B (система Завтрак и Ночлег) Casa Lemmi в Вал д`Орча, неподалёку от Сиены, провинция Тоскана, вместе со своим давним и близким другом Витторио Менезини.
В течение нескольких лет в 80-х годах был женат на художнике по костюмам.
В 1990 году умирает его отец, а в 1991 — сестра. Снова приехать на родину, в Хорватию, Станко впервые смог только лишь в 2013 году, более чем через 40 лет после того, как вынужден был её покинуть.
С 23 января по 26 января 2014 года в Москве проходила IV Mеждународная российская кинопремия ужасов «Капля» , гостями которой стали Станко Мольнар, Гордон Стюарт, Брайан Юзна, японский режиссёр Сюске Канеко, Оливер Робинс. 26 января в Центральном доме журналистов прошла церемония награждения победителей кинопремии, на которой Станко Мольнару была вручена специальная премия за международный вклад в развитие жанра хоррор.

## Фильмография
- 1972 — Неистовый Ролан (итал. Orlando furioso) — поверенный Олимпии
- 1974 — Аллонзанфан (итал. Allonsanfan) — Аллонзанфан
- 1975 — Дело Рауля (итал. Il caso Raoul) — Рауль
- 1975 — У истоков мафии (итал. Alle origini della mafia / англ. Origins of the Mafia) — Леонардо
- 1976 — Пьетро Делла Валле (итал. Pietro Della Valle) — Пьетро Делла Валле
- 1977 — Отец-хозяин (итал. Padre padrone) — Себастьяно
- 1979 — День зеркал (итал. Il giorno dei cristalli) — Сава Янезиц
- 1979 — Мартин Иден (Martin Eden) — Бенджамин
- 1979 — Восточный экспресс (итал. Orient-Express) — Кайёл
- 1980 — Макабро (итал. Macabro) — Роберт Дювал
- 1981 — Лес любви (итал. Bosco d’amore) — Бертрандо
- 1981 — Бегство в Венецию (итал. Une fugue à Venise (Cinéma 16)) — Лоренцо
- 1981 — Дорога тишины (итал. La via del silenzio) (1981) — персонаж без имени
- 1982 — Голубка (итал. Colomba) — кюре
- 1983 — Лезвие в ночи (итал. La casa con la scala nel buio / англ. A Blade in the Dark) — Джованни
- 1984 — Прекрасная Отеро (итал. La bella Otero) — Николай II/ Распутин
- 1984 — Венецианские метаморфозы (итал. Mettamorfosi Veneziane) — Нептун
- 1984 — Ужасные любовники (итал. Les amants terribles / англ. The Terrible Lovers) — Ганс
- 1984 — Сдавайся в аренду! (итал. Faccia affittasi) — несколько ролей + исполнение собственной песни «Продавайся»
- 1986 — Ночная женщина (итал. La signora della note) — Джулио
- 1987 — Сицилиец (англ. The Sicilian) — Сильвио Ферра
- 1987 — Остров сокровищ (итал. L’isola del Tesoro) — Джойс, андроид
- 1987 — Поезд в пять (итал. Il treno delle cinque) — любовник
- 1989 — Франциск (итал. Francesco) — Элиа Бомбароне
- 1989 — Маска демона (итал. La maschera del demonio) — священник
- 1990 — Желтая зона (итал. Area gialla)
- 1992 — Сенсация (итал. Scoop)